# 禄智明
禄智明（1952年2月—），男，彝族，贵州威宁人，中华人民共和国政治人物。中央农业管理干部学院西南农大分院毕业，中共中央党校法学专业在职研究生学历。

## 生平
1972年8月参加工作，1974年9月加入中国共产党。历任中共贵州省威宁县委常委、副书记、县革委会副主任、县长，中共大方县委书记，中共毕节地委委员、组织部部长、行署常务副专员、地委副书记、行署专员、地委书记、地区人大工委主任等职。2000年1月任贵州省省长助理，2003年1月当选贵州省人民政府副省长。2013年1月至2013年12月，任贵州省政府党组成员、特邀咨询。2014年1月当选贵州省人大常委会副主任。2016年1月，卸任贵州省人大常委会副主任职务。